# Kaj mi poje ptičica (dobra volja je najbolja)
»Kaj mi poje ptičica« (pogosto: »dobra volja je najbolja«) je naslovna skladba filma Kekec iz leta 1951, v izvedbi Tomaža Tozona (očeta Jerneja Tozona) in ob spremljavi Orkestra RTV Ljubljana.

## Zasedba

### Produkcija
- Marjan Kozina – glasba, aranžma, dirigent
- Frane Milčinski "Ježek" – besedilo

### Studijska izvedba
- Tomaž Tozon – vokal
- Orkester RTV Ljubljana – spremljava